# Svay Chek
Svay Chek (tiếng Khmer: ស្វាយចេក) là một huyện (‘‘Srok’’) của Banteay Meanchey, một tỉnh ở tây bắc Campuchia

## Địa lý
Các huyện lân cận (theo chiều kim đồng hồ từ phía Bắc): Thma Puok, Phnum Srok, Preah Netr Preah, Serei Saophoan và Ou Chrov, tất cả đều thuộc tỉnh Banteay Meanchey. Về phía Đông, huyện giáp tỉnh Sa Kaeo của Thái Lan.

## Hành chính
Huyện này được chia ra thành 8 xã (khum).
| Khum (Xã)    | Phum Làng |
| ------------ | --- |
| Phkoam       | Phkoam, Yeang Vien, Yeang, Ampil, Ou, Prasat Vien, Ta Duol, Svay Sa, Mau, Thma Koul, Ta Kul                                                                           |
| Roluos       | Baek Chan Thmei, Khvav Kaeut, Stueng, Ta Ong Kaeut, Slaeng, Roluos, Ta Sman                                                                                           |
| Sarongk      | Pheas Tboung, Pheas Cheung, Chrung, Phlas Kang, Kouk Phlu, Kantrong                                                                                                   |
| Sla Kram     | Sla Kram, Kakaoh, Kamnab, Toap Siem, Khlaeng Poar Akphivoat, Prasat, Kouk Ampil, khlaeng Poar                                                                         |
| Svay Chek    | Kouk Khvav, Ponsay Cheung, Kloeng, Baek Chan Chas, Ponsay Tboung, Roka Thmei, Ta Ong Lech, Slaeng, Thmei, Khvav Lech, Samraong, Chamkar Kor, Damnak Kokos, Lboek Svay |
| Ta Baen      | Kouk Ta Aek, Ou Veaeng, Ta Baen, Kouk Roka, Ou Veaeng Tboung |
| Ta Phou      | Ta Phou, Pongro, Ta Srei, Prech Kei, Kouk Kei, Khmoas, Thmei, Baray, Phchoek, Prech Tboung, Bantoat Baoh                                                              |
| Treas Ponley | Thmei, Chaeng, Doun Nouy, Prei, Ponley Chas, Treas, Ampil Prong, Ou Kakaoh, Ta Voek                                                                                   |